# Better Mistakes
«Better Mistakes» —en españolː Mejores errores— es el segundo álbum de estudio de la cantautora estadounidense Bebe Rexha, lanzado el 7 de mayo de 2021 por Warner Records. Sirve como continuación de su álbum de estudio debut, Expectations (2018), y contiene características invitadas de Travis Barker, Ty Dolla Sign, Trevor Daniel, Lil Uzi Vert, Doja Cat, Pink Sweats, Lunay y Rick Ross. El álbum fue precedido por los sencillos «Baby, I'm Jealous», «Sacrifice», «Sabotage», «Die for a Man» y «Break My Heart Myself».

## Antecedentes
Bebe trabajó en el álbum y lo terminó antes de la pandemia de COVID, la mayor parte de la grabación tuvo lugar en el verano y el otoño de 2019. Rexha anunció el título del álbum principal como Better Mistakes, junto con su arte y fecha de lanzamiento (7 de mayo de 2021), el 14 de abril de 2021, junto con el anuncio del tercer sencillo, "Sabotage".  El 15 de abril, reveló la lista de canciones en sus cuentas de redes sociales. El álbum estuvo disponible para pre-pedido el 16 de abril, concediendo con el lanzamiento de "Sabotage".
"Todo el álbum se basa en la inseguridad real. Mi salud mental, amor propio, yo saboteando todo en mi vida, ¿soy lo suficientemente bueno para esta relación? [...] Realmente fue simplemente tomando las cosas de la vida real por las que estoy pasando, que es muy importante para mí escribir sobre ellas. Todavía hay guitarra, pero hay mucho hip-hop en ella, pero sigue siendo pop. Y hay algunos discos realmente pop. No es realmente música de baile, pero puedes bailar con ella. Pero cuando lo escuchas, es realmente un trabajo. Y trabajamos muy duro sonoramente para asegurarnos de que todo se conecta entre sí, y suena como un cuerpo de trabajo en lugar de solo tener una lista de reproducción".
- Rexha describiendo la inspiración para "Better Mistakes".

## Sencillos
El 5 de octubre de 2020, Bebe Rexha anunció que el sencillo principal llamado "Baby, I'm Jealous", con Doja Cat, se lanzaría el 9 de octubre. La canción se ubicó en el número 58 en el Billboard Hot 100 de EE. UU. Lanzó el sencillo de seguimiento, "Sacrifice", el 4 de marzo de 2021. El 14 de abril, Rexha anunció que el tercer sencillo, " Sabotage ", se lanzaría el 16 de abril, junto con la reserva del álbum. El 28 de abril, Rexha anunció que la canción "Die for a Man" con el rapero, cantante y compositor estadounidense Lil Uzi Vert se lanzaría como el cuarto sencillo del álbum el 30 de abril.  Más tarde dio un fragmento de la canción un día antes del lanzamiento del sencillo.

## Recepción de la crítica
Robin Murray de The Clash dijo sobre el álbum: "Una experiencia pop de 30 minutos con bulldozer, 'Better Mistakes' le brinda a Bebe Rexha espacio para amplificar su potencia mientras expone sus inseguridades. ¿Quién más que Rexha, por ejemplo, podría hacer espacio tanto para Travis Barker (en el abridor 'Break My Heart Myself') como para una portada del clásico de la boda 'Amore' (junto al Rick Ross real)? 13 canciones que sacan a relucir sus verdades y luego se disipan, 'Better Mistakes' aumenta una idea tras otra.Es una fórmula intrigante, una que parece funcionar: cuando Bebe Rexha falla, por ejemplo, 'On The Go' no se conecta del todo, puede recargar e intentar nuevamente. Todo lo convierte en una verdadera experiencia de montaña rusa. 'Baby, I'm Jealous' encuentra a Bebe jugando con Doja Cat, mientras Ty Dolla $ ign ilumina 'My Dear Love'. 'Die For A Man' es una divertida declaración de independencia, mientras que la canción principal 'Better Mistakes' es un manifiesto ultrapersonal".

## Desempeño comercial
El álbum debutó en el número 140 en el Billboard 200 de EE. UU., convirtiéndose en el álbum con la clasificación más baja de Rexha en la lista.

## Listado de canciones
| Better Mistakes |                                                    | |                               |          |  |
| N.º             | Título                                             | Escritor(es) | Producer(s)                   | Duración |  |
| 1.              | «Break My Heart Myself» (con Travis Barker)        | Bebe Rexha, Justin Tranter y Jussi Karvinen                                                                        | Jussifer y Mike Elizondo      | 2:31     |  |
| 2.              | «Sabotage»                                         | Rexha, Michael Tighe, Jon Hume, Michael Matosic y Greg Kurstin                                                     | Kurstin                       | 2:56     |  |
| 3.              | «Trust Fall»                                       | Rexha, Madison Love, Sorana Pacurar y Blake Slatkin                                                                | Slatkin, Nick Mira y Sam Wish | 2:30     |  |
| 4.              | «Better Mistakes»                                  | Rexha, Tranter, Lisa Scinta, Peter Rycroft, Richard Boardman y Pablo Bowman                                        | Lostboy y The Six             | 2:15     |  |
| 5.              | «Sacrifice»                                        | Rexha, Pablo Bowman, Rycroft y Matthew Burns                                                                       | BURNS                         | 2:40     |  |
| 6.              | «My Dear Love» (con Ty Dolla Sign y Trevor Daniel) | Rexha, Tranter, Brian Lee e yrew Bolooki                                                                           | Lee y Bolooki                 | 2:52     |  |
| 7.              | «Die for a Man» (con Lil Uzi Vert)                 | Rexha, Symere Woods, Michelle Buzz, Nick Mira y Jason Gill                                                         | Mira y Gill                   | 2:47     |  |
| 8.              | «Baby, I'm Jealous» (con Doja Cat)                 | Rexha, Amala Dlamini, Tranter, Karvinen, Gill y Bowman                                                             | Jussifer y Gill               | 2:55     |  |
| 9.              | «On the Go» (con Pink Sweats y Lunay)              | Rexha, David Bowden, Jefnier Osorio Moreno y Michael Keenan                                                        | Keenan                        | 2:59     |  |
| 10.             | «Death Row»                                        | Rexha, Tranter, Richard Boardman y Pablo Bowman                                                                    | The Six                       | 3:00     |  |
| 11.             | «Empty»                                            | Rexha, Tranter, Karvinen, Richard Boardman y Pablo Bowman                                                          | Jussifer y The Six            | 2:28     |  |
| 12.             | «Amore» (con Rick Ross)                            | Rexha, William Roberts, Michael Pollack, Nate Cyphert, Alex Schwartz, Joe Khajadourian, Harry Warren y Jack Brooks | The Futuristics               | 2:54     |  |
| 13.             | «Mama»                                             | Rexha, Tranter, Karvinen, Lee y Freddie Mercury                                                                    | Jussifer y Lee                | 3:08     |  |
| 35:55           |                                                    | |                               |          |  |

Notas
- "Amore" contiene una interpolación de la canción de 1953 "That's Amore", escrita por Harry Warren y Jack Brooks.
- "Mama" contiene una interpolación de la canción de 1975 "Bohemian Rhapsody", de la banda Queen.

## Personal
Créditos adaptados de Tidal.
Músicos
- Bebe Rexha – lead vocals
- Travis Barker – drums (1)
- Peter Rycroft – bass, drums, guitar, synthesizer programming (4)
- David Strääf – drum programming (4), guitar (4, 11), backing vocals, drums, synthesizer (10, 11); acoustic guitar, electric guitar, percussion, programming, violin (10)
- Richard Boardman – drum programming, synthesizer (4, 11); keyboards (10)
- Burns – all instruments (5)
- Pablo Bowman – backing vocals (5), guitar (10)

Técnicos
- Colin Leonard – masterer
- Jaycen Joshua – mixer (1, 2, 6–9, 12, 13)
- Serban Ghenea – mixer (3)
- Tom Norris – mixer (5)
- Mitch McCarthy – mixer (10)
- Greg Kurstin – recording engineer (2)
- Alex Pasco – recording engineer (2)
- Julian Burg – recording engineer (2)
- Burns – recording engineer (5)
- Devon Corey – vocal engineer (2)
- Jon Hume – vocal engineer (2)

|}

## Posicionamiento en listas
| Listas (2021)                      | Mejor posición |
| ---------------------------------- | -------------- |
| Canadá (Billboard Canadian Albums) | 57             |
| Reino Unido (UK Album Downloads)   | 22             |
| Estados Unidos (Billboard 200)     | 140            |